# Лоуренс, Джон
Джон Лоуренс (англ. John Laurens) (28 октября 1754 — 27 августа 1782) — американский военный и государственный деятель, известный участник американской войны за независимость.
Известен своей критикой рабства и своими усилиями по вербовке рабов для борьбы за свою свободу в качестве американских солдат. В 1779 году Лоуренс получил одобрение Континентального Конгресса на свой план вербовки бригады из 3000 рабов, пообещав им свободу в обмен на участие в боевых действиях. План потерпел поражение от политической оппозиции в Южной Каролине, а Лоуренс был убит в битве у реки Комбахи в августе 1782 года.

## Биография
Джон Лоуренс родился в Чарлстоне, в колонии Южная Каролина, 28 октября 1754 года. Семьи его родителей Генри Лоуренса и Элеоноры Болл Лоуренс, были процветающими плантаторами, которые выращивали рис. К 1750 году Генри Лоуренс и его партнёр по бизнесу, Джордж Остин, стали состоятельными владельцами одного из крупнейших рабовладельческих торговых домов в Северной Америке. Джон был старшим из пяти детей, переживших младенчество. Он и двое его братьев, Генри Мл. и Джеймс, учились на дому, но после смерти их матери, отец забрал их в Англию для продолжения обучения. Две его сестры, Марта и Мэри, остались с их дядей в Чарлстоне. В октябре 1771 года Генри Лоуренс вместе со своими сыновьями переехал в Лондон, и Джон учился в Европе с 16 до 22 лет. В течение двух лет, начиная с июня 1772, он и один из его братьев посещали школу в Женеве, в Швейцарии, где жили с другом семьи. Сначала Лоуренс проявлял интерес к науке и медицине, но после возвращения в Лондон, в августе 1774 года, он уступил желанию своего отца и стал изучать право. В ноябре того же года Джон начинает обучение юридическому делу в Миддл-Темпл. Генри Лоуренс вернулся в Чарльстон, оставив старшего сына в качестве опекуна над братьями, которые поступили в Британские школы. 26 октября, 1776 года Джон Лоуренс женился на Марте Мэннинг, дочери его наставника и друга семьи. Шурином Лоуренса был Уильям Мэннинг, управляющий Банка Англии и член парламента. Вместо того, чтобы закончить юридическую школу и жить с семьёй в Лондоне, Джон Лоуренс решает сражаться за свою страну, вступив в ряды Континентальной армии, поэтому в декабре 1776 он отправился в Чарльстон, оставив свою беременную жену вместе с её семьёй в Лондоне.

### Военно-дипломатическая карьера
Генри Лоуренс хотел, чтобы сын остался в Европе, но, вопреки желанию отца, в апреле 1777 года Джон на корабле прибыл в Чарльстон. Не в силах оградить старшего сына от войны, Генри, используя всё своё влияние, договорился о принятии Лоуренса на почётное место, что гарантировало ему некоторую безопасность. В начале августа 1777 года Джон был приглашён в штат генерала Вашингтона в качестве адъютанта. Во время службы у Вашингтона Лоуренс встречает Александра Гамильтона и маркиза де Лафайета, с которыми вскоре становится близкими друзьями. Впоследствии, после первой битвы Джона (При Брэндивайне), 11 сентября 1777 года, Лафайет писал: «Он не виноват, что он не был убит или ранен … он сделал всё, что было необходимо, что от него зависело». 16 сентября того же года Лоуренс принял участие в «Битве облаков», когда во время сражения двух сторон начался проливной дождь. Джон писал отцу об этом происшествии: «мой старый пояс был изуродован проливным дождём, который чуть не утопил нас на марше (и который испортил мне жилет, бриджи и мундир, запачкав их краской, смытой с моей шляпы)».
4 октября 1777 года Джон участвовал в сражении при Джермантауне, когда войска Вашингтона неожиданно атаковали британскую северную часть Филадельфии. В какой-то момент американцев остановили противники, занявшие большой каменный особняк. После нескольких неудачных попыток захватить здание Лоуренс и французский доброволец Шевалье дю Плесси-Модюи придумали свой собственный план. Они собрали немного соломы, чтобы поджечь и поставить у входной двери дома. Во время штурма он был ранен в плечо и сделал повязку из форменного пояса. 6 октября того же года Лоуренс был произведён в чин подполковника. Проведя остаток зимы 1777—1778 годов в лагере в Велли-Фордж, Лоуренс в конце июня 1778 года вместе с остальной Континентальной армией отправился в Нью-Джерси, чтобы сразиться с англичанами в сражении при Монмуте. 23 декабря произошла дуэль между Джоном Лоуренсом и Чарльзом Ли, который оскорбил Вашингтона. После первого выстрела Лоуренса Ли был ранен в бок, и дело было разрешено их секундантами: Александром Гамильтоном и Эваном Эдвардсом.

### Выступления против рабства
Во время войны Джон предложил идею создания батальона, состоящего из чернокожих солдат, а в награду за их службу, он предлагал вернуть рабам свободу. Лоуренс писал: «Мы, американцы, по крайней мере, в южных колониях, не можем бороться за свободу, пока мы не откажемся от прав на наших рабов». Его убеждения, что на самом деле между белыми и чернокожими людьми не существует отличий, отделили Джона Лоуренса от остальных лидеров в Южной Каролине. В начале 1778 года Лоуренс предложил своему отцу, который тогда был президентом Континентального конгресса, использовать сорок рабов, которых он собирался унаследовать, как часть отряда. Генри Лоуренс удовлетворил просьбу, но с оговорками, вызвавшими отсрочку проекта.
В марте 1779 Конгресс одобрил идею и отправил Лоуренса на юг, чтобы набрать полк из 3 000 чернокожих солдат; однако план был отвергнут, и Лоуренс в конечном счёте потерпел неудачу. Победив на выборах в Палату представителей Южной Каролины, Лоуренс представил свой план чёрного полка в 1779 году, снова в 1780 году и в третий раз в 1782 году, каждый раз встречая подавляющий отказ. Среди противников были губернатор Джон Ратледж и генерал Кристофер Гедсден.

### Сражения в Южной Каролине
В 1779 году, когда британцы угрожали Чарлстону, губернатор Ратледж предложил сдать город с условием, что Каролина станет нейтральной в войне, но Лоуренс выступил против этой идеи и боролся с континентальными силами, чтобы отразить британцев.
Несмотря на поражение на острове Порт-Роял, генерал Огастин Прево предпринял вторую попытку по захвату Чарлстона, но на этот раз пересёк реку Саванну с отрядом, численностью в 2400 человек, и снова на его пути встал Уильям Мултри. Мултри решил занять позицию на небольшом гребне у реки Таллифани, на 2 мили восточнее реки Кусаухатчи, где оставил 100 человек, чтобы те охраняли переправу и предупредили в случае появления британцев. По мере того приближения врага, Уильям Мултри всё больше склонялся к мысли о том, что стоит перебросить этот отряд к основным силам, и тогда Джон Лоуренс предложил сопроводить их назад. Мултри, уверенный в полковнике, отправил вместе с ним 250 человек, которые прикрывали фланги. Но после того, как они пересекли реку, Лоуренс построил солдат для битвы, которая не увенчалась успехом. Отряд был разбит, сам полковник ранен, а его заместитель отправился назад к главным силам, где Уильяму Мултри приходилось отступать всё ближе к Чарльстону. Из-за связей Лоуренса его деятельность не могла остаться незамеченной; например, в письме от 5 мая губернатору Вирджинии вице-губернатор Южной Каролины Томас Би добавил постскриптум: «полковник Джон Лоуренс получил вчера лёгкое ранение в руку в стычке с передовой партией противника, и его лошадь также была застрелена-он в хорошем состоянии-пожалуйста, сообщите об этом его отцу».
Осенью 1779 Лоуренс командовал пехотным полком во время неудачной Осады Саванны.

### Военнопленный
Джон Лоуренс был взят в плен англичанами в мае 1780 года, после падения Чарльстона. Как военнопленный, он был отправлен в Филадельфию, где его условно освободили с условием, что он не покинет Пенсильванию. В Филадельфии Лоуренс смог навестить отца, который вскоре должен был сесть на корабль, идущий в Нидерланды в качестве американского посла. Во время путешествия на свой пост корабль Генри Лоуренса был захвачен англичанами, в результате чего старший Лоуренс был заключён в Тауэр. Решив вернуться в Южную Каролину и ожидая освобождения по обмену пленными в ноябре 1780 года, Джон написал Джорджу Вашингтону письмо с просьбой об отпуске со службы в качестве адъютанта: «Мой дорогой генерал. Прикованный к главному штабу моей привязанностью к Вашему превосходительству и покровительством, которым вы удостоили меня, ничто, кроме приближающегося критического перекрёстка южных дел и ожиданий моих соотечественников, не могло заставить меня в случае моего обмена взять ещё один отпуск… Я питаю надежду, что моё знакомство со страной и связями как Южанина позволит мне проявить некоторые способности на новом театре военных действий — а нынешнее время спокойствия здесь представляется слишком благоприятной возможностью, чтобы её упускать — эти мотивы, которые я представляю Вашему Превосходительству, побуждают меня просить вашего разрешения вступить в Южную армию для последующей кампании».
Вашингтон ответил: «мотивы, которые привели вас на юг, слишком похвальны и слишком важны, чтобы не встретить моего одобрения».

### Дипломатическая миссия во Франции
В декабре 1781, после своего освобождения, Джон Лоуренс был направлен с дипломатической миссией во Франции. Предпочитая вернуться на юг, он первоначально отказался от этой должности и предложил Александра Гамильтона в качестве лучшего кандидата. В конце концов и Гамильтон, и Конгресс убедили Лоуренса принять этот пост. Он снова написал Вашингтону, чтобы сообщить, что «к несчастью для Америки, полковник Гамильтон не был достаточно известен Конгрессу, чтобы объединить свои голоса в его пользу, и я был уверен, что не осталось никакой другой альтернативы моему принятию, кроме полного провала дела. При таких обстоятельствах я был вынужден подчиниться и отказаться от своего плана участия в Южной кампании».
В марте 1781 года Лоуренс и Томас Пейн прибыли во Францию, чтобы помочь Бенджамину Франклину, который служил американским послом в Париже с 1777 года. Вместе они встретились с королём Людовиком XVI. Лоуренс получил заверения, что французские корабли будут поддерживать американские операции в этом году; обещанная военно-морская поддержка впоследствии оказалась неоценимой при осаде Йорктауна.
Сообщалось также, что Джон сказал французам, что если те не окажут поддержку Революции, англичане могут вынудить американцев воевать против Франции. Когда Лоренс и Пейн вернулись в Америку в августе 1781 года, они привезли 2,5 миллиона ливров серебром, первую часть французского подарка в 6 миллионов и кредит в 10 миллионов.
Лоуренс также смог организовать кредит и поставки от голландцев, прежде чем вернуться домой. Его отец Генри Лоуренс, американский посол в Нидерландах, захваченный англичанами, был обменян на генерала Корнуоллиса в конце 1781 года, и старший Лоуренс отправился в Нидерланды, чтобы продолжить переговоры о займе.

### Капитуляция Британии в Йорктауне
После возвращения, Джон присоединился к Вашингтону в Вирджинии при осаде Йорктауна. Он получил командование батальоном лёгкой пехоты 1 октября 1781 года, когда его командир был убит. Лоуренс под командованием полковника Александра Гамильтона возглавил батальон при штурме редута № 10.
Британские войска капитулировали 17 октября 1781 года, и Вашингтон назначил Лоуренса американским комиссаром по составлению официальных условий британской капитуляции. Луи-Мари, Виконт де Ноай, родственник жены Лафайета, был избран Рошамбо представлять интересы Франции. 18 октября 1781 года в Мур-Хаусе Лоренс и французский комиссар провели переговоры с двумя британскими представителями, и на следующий день генерал Корнуоллис подписал условия капитуляции.

### Возвращение в Чарльстон
Лоренс вернулся в Южную Каролину, где продолжал служить в Континентальной армии под командованием генерала Натаниэля Грина до самой смерти. Как глава «разведывательного отдела» Грина, Лоуренс создал и управлял сетью шпионов, которые отслеживали британские операции в Чарльстоне и вокруг него, и на них была возложена ответственность за охрану линий секретной связи Грина с оккупированным англичанами городом.

## Личная жизнь

### Брак и дети
26 октября 1776 года Лоуренс женился в Лондоне на Марте Мэннинг. Её отец, один из деловых агентов Генри Лоуренса, был наставником и другом семьи, чей дом Джон посещал довольно часто. Лоуренс написал дяде: «жалость заставила меня жениться», — незапланированный брак был необходим для сохранения его чести, репутации Марты, которая была на шестом месяце беременности и законности их ребёнка. Джон и его жена переехали из Лондона в Челси, но Лоуренс был ревностным патриотом и не хотел оставаться в Англии, считая, что честь и долг требуют от него участия в Американской революции. В декабре 1776 года он отплыл в Чарльстон, а Марта, будучи беременной, не решилась на многомесячное морское путешествие во время войны и осталась со своей семьёй в Лондоне. Единственный ребёнок Лоуренса, дочь Фрэнсис Элеонора Лоуренс (1777—1860), родилась в Январе 1777 года, а крещение произошло 18 февраля того же года. Тесть Лоуренса писал ему, что ребёнок «перенёс много боли и страданий из-за опухоли в бедре, я думаю, это произошло из-за небрежности няни». Предполагалось, что Фанни не выживет, но к июлю 1777 года она оправилась после успешной операции на бедре. В возрасте восьми лет, после потери обоих родителей, Фрэнсис была привезена в Чарльстон в мае 1785 года и воспитывалась там сестрой Джона Лоуренса Мартой Лоуренс Рамзи и её мужем. В 1795 году, вопреки желанию Рамзи, Фанни сбежала с Фрэнсисом Хендерсоном шотландским купцом. Позже она вышла замуж за Джеймса Каннингтона и умерла в Южной Каролине в возрасте 83 лет. У Лоуренса был внук, Фрэнсис Хендерсон-младший (1800—1847), юрист из Южной Каролины, который умер молодым, борясь с алкоголизмом, и который не женился и не имел детей.

### Ориентация и отношения сАлександром Гамильтоном
Будучи молодым человеком, в возрасте от 16 до 19 лет, Лоуренс «никогда не испытывал трудностей с привлечением женщин и мужчин». Согласно биографу Лоуренса Грегори Д. Мэсси, в этот период «он постоянно концентрировал свою жизнь вокруг гомосексуальных привязанностей к другим людям». Гомосексуальность в социологии относится к однополым отношениям, которые не имеют романтического или сексуального характера, таким как дружба, наставничество и мужская связь.
Вскоре после женитьбы, находясь в лагере Вашингтона, Джон познакомился и стал очень близким другом Александра Гамильтона. Они обменялись многими письмами в течение нескольких лет, когда различные задания и захват Лоуренса англичанами держали их порознь; например, когда условия досрочного освобождения Джона не позволили ему присутствовать на свадьбе Гамильтона и Элизабет Скайлер в декабре 1780 года, хотя Александр и пригласил его. И хотя эмоциональный язык не был редкостью в дружбе между людьми одного пола в этот исторический период, биограф Гамильтона Джеймс Томас Флекснер заявил, что интенсивно экспрессивный язык, содержащийся в письмах Гамильтона и Лоуренса, «поднимает вопросы, касающиеся гомосексуализма», на которые «нельзя дать категорический ответ».
Биограф Александра Рон Чернов писал, что нельзя «с какой-либо уверенностью» утверждать, что Джон и Гамильтон были любовниками, отмечая, что такая связь потребовала бы «чрезвычайных мер предосторожности», поскольку содомия в то время считалась преступлением, караемым смертной казнью во всех колониях. Чернов пришёл к выводу, что, основываясь на имеющихся доказательствах, «по крайней мере, мы можем сказать, что Гамильтон развил что-то вроде подростковой влюблённости в своего друга.» по словам Чернова, «Гамильтон не так легко заводил дружбу и никогда больше не открывал свою внутреннюю жизнь другому человеку так, как Лоуренсу», и, после смерти Джона, «Гамильтон закрыл какой-то отсек своих эмоций и никогда больше не открывал его.».
В отличие от бурных писем Гамильтона, сохранившиеся письма от Лоуренса к Александру были значительно менее частыми и менее страстно сформулированными, хотя некоторые письма, написанные Джоном, были утеряны или, возможно, уничтожены.
Мэсси опровергал предположения о предполагаемой гомосексуальности Джона Лоуренса и об отношениях Джона и Гамильтона как необоснованные, заключив, что: «их отношения были платоническими, связь, сформированная их преданностью революции и взаимным стремлением к славе». Годы спустя Мейси сожалел, что тон его утверждения был таким категоричным, и признавал, что вопрос «не может быть окончательно решён.».

## Смерть
27 августа 1782 года, в возрасте 27 лет, Лоуренс был застрелен во время битвы на реке Комбахи, как одна из последних жертв войны за независимость. Лоуренс погиб в схватке с отрядом фуражиров, которую генерал Грин описывал как «ничтожную маленькую стычку», всего за несколько недель до того, как британцы покинули Чарльстон.
Лоуренс был прикован к постели с лихорадкой в течение нескольких дней, возможно, из-за малярии. Узнав, что англичане высылают из Чарльстона большие силы для сбора припасов, он покинул своё ложе, написал поспешную записку генералу Грину и, пренебрегая приказами и важными обязанностями, которые ему были поручены, отправился на место действия. 26 августа Лоуренс отправился к генералу Мордехаю Гисту у реки Комбахи. Гист узнал, что 300 британских солдат под командованием майора Уильяма Брертона уже захватили паром и переправились через реку в поисках риса, чтобы прокормить свой гарнизон. Гист послал отряд с приказом атаковать англичан до рассвета следующего дня. Джону было приказано, по его собственной просьбе, отвести небольшой отряд вниз по реке к редуту у мыса Чехо, где они могли бы открыть огонь по отступающим англичанам. Лоуренс и его солдаты остановились на ночь у дома на плантации близ реки Комбахи. Джон почти не спал и, вместо того, чтобы проводить вечер в компании прекрасных дам «отвернулся от этой счастливой сцены всего за два часа до того, как он должен был идти вниз по реке». Лоуренс и его отряд покинул плантацию около трёх часов утра 27 августа. Возглавляя отряд из пятидесяти пехотинцев и капитана артиллерии с гаубицей, Джон Лоуренс направился к мысу Чхоу. Однако англичане предвидели их манёвры; прежде чем Лоуренс смог добраться до редута, 140 британских солдат приготовили засаду вдоль дороги, спрятавшись в высокой траве примерно в миле от места назначения.
Когда противник открыл огонь, Джон приказал немедленно атаковать, несмотря на превосходство британцев в численности и более сильную позицию. Гист был всего в двух милях и быстро приближался с подкреплением. По словам Уильяма Маккеннана, капитана под командованием Лоуренса, Джон, по-видимому, «стремился атаковать врага до наступления основных сил», делая ставку на то, что его войска, хотя и немногочисленные, [будут] достаточными, чтобы позволить ему получить лавр до конца боя. Маккеннан говорил, что Лоуренс «хотел сделать всё сам и получить все почести».
Когда Джон возглавил атаку, англичане немедленно открыли огонь, и Лоуренс упал с лошади, смертельно раненный. Гист прибыл вовремя, чтобы прикрыть отступление, но не смог предотвратить дорогостоящих потерь, в том числе трёх убитых американцев.
После смерти Лоуренса полковник Тадеуш Костюшко, который был другом Джона, прибыл из Северной Каролины, чтобы занять его место в последние недели битвы под Чарльстоном, также взяв на себя управление разведывательной сетью Лоуренса в этом районе. Джон Лоуренс был похоронен недалеко от места сражения, на плантации Уильяма стока, где он провёл вечер перед смертью. После своего возвращения из заключения Генри Лоуренс перевёз останки своего сына, и они были перезахоронены на его собственности, плантации Мепкин. Семья Лоуренс продала свою плантацию в XIX веке, а в 1936 году её купили Генри Люс и его жена Клэр Бут Люс. В 1949 году Люсы пожертвовали большую часть бывшей плантации, включая обширный ландшафтный сад, Траппистам для использования в качестве монастыря.

## Наследие

### В культуре
Лоуренс героически изображён в мюзикле 2015 года Гамильтон. Энтони Рамос сыграл Джона в Бродвейских постановках мюзикла.

### Исторические монументы
В октябре 1782 года Александр Гамильтон написал генералу Натаниэлю Грину о смерти Джона:
Я глубоко опечален известием, которое мы только что получили в связи с потерей нашего дорогого и бесценного друга Лоуренса. Его карьера добродетели подошла к концу. Как странно ведутся человеческие дела, что столько прекрасных качеств не могут обеспечить более счастливой судьбы! Мир будет чувствовать потерю человека, который оставил после себя мало таких, как он; и Америки, гражданина, чьё сердце осознало тот патриотизм, о котором другие только говорят. Я чувствую потерю друга, которого я искренне и нежно любил, и одного из очень немногих.
В 1834 году сын Гамильтона и биограф Джон Черч Гамильтон назвал своего младшего сына Лоуренс Гамильтон. Это имя, продолжало повторяться на протяжении нескольких поколений в этой ветви семьи Гамильтонов.
Натаниэль Грин, объявляя о смерти Джона, писал: «армия потеряла храброго офицера, а общественность-достойного гражданина.».
Через три года после смерти Лоуренса Джордж Вашингтон ответил на вопрос о характере Джона, заявив, что «ни один человек не обладал большей любовью к Отечеству. Одним словом, у него не было никаких недостатков, которые я мог бы обнаружить, если бы под этим именем не подразумевалась смелость, граничащая с опрометчивостью; и к этому его побуждали самые чистые мотивы.».
По словам Грегори Мэсси, профессора истории в Университете Фрида-Гардемана и автора биографии Джона Лоуренса:
Лоуренс говорит с нами сегодня более ясно, чем другие участники Американской революции, чьи имена гораздо более знакомы. В отличие от всех других южных политических лидеров того времени, он считал, что чернокожие имеют схожую природу с белыми, которая включает естественное право на свободу. «Мы опустили африканцев и их потомков ниже человеческого уровня, — писал он, — и почти сделали их недостойными к той благодати, которое равное небо даровало всем нам». В то время как другие люди считали собственность основой свободы, Лоуренс считал, что свобода, покоящаяся на поте рабов, не заслуживает этого названия. По крайней мере, в этой степени его убеждения делают его нашим современником, человеком, заслуживающим большего внимания, чем сноска, которой он был в большинстве отчётов об американской революции.

### Географические наименования
Округ Лоуренс, штат Джорджия был назван в честь Джона Лоуренса.
Город Лоуренс, Южная Каролина и округ Лоуренс, Южная Каролина были названы в честь Лоуренса и его отца Генри Лоуренса.